# 10 Songs
10 Songs è il nono album in studio del gruppo musicale scozzese Travis, pubblicato nel 2020.

## Tracce
Testi e musiche di Fran Healy.
1. Waving at the Window – 3:28
2. The Only Thing – 3:32
3. Valentine – 3:00
4. Butterflies – 3:54
5. A Million Hearts – 4:34
6. A Ghost – 3:45
7. All Fall Down – 3:27
8. Kissing in the Wind – 3:54
9. Nina's Song – 4:30
10. No Love Lost – 3:48

Bonus track (Giappone)
1. Kissing in the Wind (Stripped) – 3:43